# Воля-Заґродня
Воля-Заґродня (пол. Wola Zagrodnia) — село в Польщі, у гміні Хлевіська Шидловецького повіту Мазовецького воєводства.
Населення — 327 осіб (2011).
У 1975-1998 роках село належало до Радомського воєводства.

## Демографія
Демографічна структура станом на 31 березня 2011 року:
|          | Загалом | Допрацездатний вік | Працездатний вік | Постпрацездатний вік |
| -------- | ------- | ------------------ | ---------------- | -------------------- |
| Чоловіки | 159     | 24                 | 116              | 19                   |
| Жінки    | 168     | 31                 | 88               | 49                   |
| Разом    | 327     | 55                 | 204              | 68                   |